# Ахмед III
Ахмед III (тур. III. Ahmed; 30. децембар 1673 — 1. јул 1736), турски султан 1703—1730.
Дана 23. августа 1703. године постаде Ахмед III султан Османског царства. Он је направио ред у јаничарским трупама, тако што је дао погубити више вођа јаничара. Године 1711. долази до рата са Русијом:
Цар Петар Велики је следио политику „Отварања према мору“, на северу према мору и финском подручју, а на југу према Азовском, Црном и Мраморном мору. На крају, требало је да се заузме Константинопољ.
Шведски краљ Карл XII је умарширао у Русију, након што је Цар започео једну офанзиву против швеђана. Краљ Карл XII био је поражен 1709. године код места Полтава и морао се спасити тако што је побегао и нашао заштиту код Османлија. Преко свог посланика Толстоја, Цар је захтевао да се Карл испоручи. Када се султан Ахмед III успротивио и бацио посланика у тамницу, избио је 1711. године рат са Русијом. У бици код места Прут, Петар Велики је морао признати пораз и дошло је до склапања мира у Пруту. Према мировним одредбама морао је препустити град Азов. Коначни мир закључен је уговором у Једрену 1713. године уз посредништво Енглеске, Холандије и Француске, које су тиме хтеле да спрече експанзију Русије.
Османско царство објавило је рат Венецији 1714. која је убрзо затим склопила савезништво са Аустријом. До сукоба са аустријском војском дошло је 5. августа. 1716. године код Петроварадин. У октобру исте године зазет је Темишвар, а у августу 1717. године и Београд. Након низа пораза Ахмед III пристао је на склапање мира са Аустријом и Млетачком републиком.
На мировним договорима у Пожаревцу 1718. године, Аустрија је добила гаранције на велика подручја као што су делови Влашке, Баната, Србије са Београдом и делове Босне. Са Аустријом, осим тога закључен и уговор о трговини.
Султан Ахмед III морао је за време једне побуне јаничара да да оставку у корист свог нећака Махмуда I и умире 1. јула (или 30. јуна) 1736. године. Он је показао велики интерес за тулипане и био је засадио у врту свога сараја 1200 различитих врста.

## Биографија
Рођен је 30. децембра 1673. године као син султана Мехмеда IV и султаније Рабије, пореклом са Крита. Његов рођени брат био је султан Мустафа II. Ахмед III био је веома образован и трениран од стране најпознатијих стручњака тога времена.
На престо је дошао када је имао 30 година, наследивши свог брата Мустафу II, који је свргнут у августу 1703. године од стране јаничара. Значајно место у његовој владавини има ера тулипа. Ахмед је био калиграф и песник. Користио је псеудоним Нађиб. Био је веома заинтересован за музику, такође. Песници Урфа и Наби су га обожавали и као песника, и као владара. Његова младост прошла је у слободи, с обзиром да је традиција убијања принчева постала давна прошлост. Његову популарност повећао је његов перфекционизам. Желео је да доведе османско сликарство на европски ниво. Он је имао велики утицај на образовање својих синова, као и његовог наследника и синовца, будућег султана Махмуда I.
Почетак његове владавине био је обележен недисциплином и раздором који је изазван понашањем јаничара. Чак ни сам султан није могао да стане томе на пут. Ћорлулу Ахмед Али- паша, велики везир, желео је да му помогне око администрације и регулисања државне касе. Он је подржавао Ахмеда у борби са новонасталом ситуацијом.
У време Ахмедове владавине повећале су се тензије између османског и руског царства због ширења руске политике у централној Азији и према Балкану, као и руских претензија на излазак на топло море.

## Прутски рат (1710—1711)
Овај рат настао је као последица битке код Полтаве 1709. вођене између Русије и Шведске, у којој је шведски краљ Карло XII био рањен и тражио азил у османској империји. Руси су вршили притисак на османску империју јер су желели да добију шведског краља. Одговор Османлија на то била је објава рата 20. новембра 1710. године. Због овога је молдавски кнез Димитрије потписао споразум са Петром Великим против османског царства, по коме је руска војска добила дозволу да слободно прелази преко молдавске територије и поставља своје гарнизоне у молдавска утврђења. Када се руска војска груписала у Јашију, главном граду Молдавије, заједно са молдавском војском почела је да маршира дужином реке Прут како би прешла Дунав и кренула у инвазију на балканско полуострво.
Кључни моменат овог рата била је четвородневна битка код Станилеште у којој су због лоше припремљене операције, цар Петар Велики и Борис Шереметев били опкољени од стране бројније османске војске на челу са великим везиром Балтачи Мехмет- пашом.
Руско- молдавска војска марширала је дуж реке Прут, док је део руске војске предвођен њеним генералом кренуо ка Брајли, важној луци на левој обали Дунава, која је била под управом Турака. Руска војска се тамо срела са влашком војском, која није послушала наређења, па је прешла на руску страну. Две армије су напале и након два дана опседања успели су да освоје Брајлу 1711. године
Конфликт се завршио 21. јула 1711. прутским споразумом, на велико разочарење краља Карла XII. По споразуму Азов је враћен Османлијама, док су утврђења попут Тангарога била демолирана, као и да цар Петар Велики престане да се меша у унутрашње афере пољско- литванског комонвелта.
Османлије су тражиле да се краљ Карл XII врати у Шведску и да му се обезбеди безбедан пут, као и да Руси предају кнеза Димитрија Кантимира. Иако је Петар Велики испунио све османске захтеве, одбио је да им испоручи Кантимира.

## Турско- млетачки рат (1714—1718)
Турско-млетачки рат (1714—1718) вођен је упоредо са Аустријско-турским ратом (1716—1718). Оба рата завршена су потписивањем Пожаревачком мира 21. јула 1718. године

### Позадина рата
После турског пораза у Другој опсади Беча 1683. године, образована је Света лига 1684. године. У савез су ушле Пољска, Аустрија, Млетачка република, Свето римско царство, а касније им се придружила и Русија. Поражена у Великом турском рату, османско царство је карловачким миром приморана да се одрекне великог дела територије у корист Хабзбуршке монархије. Млетачка република је овим миром добила Мореју, Книн, Сињ, Вргорац и Габелу. Турци су, након потписивања мира желели да поврате ове територије, нарочито Мореју. Ипак, мир је одржаван више од 12 година. У међувремену, османско царство обнавља своју морнарицу, а европске силе, заузете Ратом за шпанско наслеђе и Нордијским ратом нису могле да Млетачкој републици притекну у помоћ. Османлије су своје проблеме са Русима решили у руско-турском рату (1710—1711) и осигурани са те стране могли су да започну рат са Млецима. Као повод за започињање рата послужило је то што је Млетачка пружила уточиште црногорском епископу Данилу након неуспешног устанка против Османлија.

### Турско освајање Мореје
Током првих месеци 1715. године, велики везир Силахдар Дамат Али-паша са војском од 70.000 војника до јуна стиже до логора Тебе. Истовремено, турска морнарица са 80 ратних бродова осваја последње млетачке територије у Егејском мору, Тинос и Аигину. Млеци скоро да нису ни имали копнене снаге па нису успевали да пружају отпор Османлијама на копну. Османлијама се, 25. јуна, предао Акрокоринт уз гаранције да војници могу безбедно изаћи из града. Међутим, јаничари жељни борбе упадају у утврђење и масакрирају Млечане. Велики број војника тада је убијен или одведен у ропство. Спасило се само 180 млетачких војника који су побегли на Крф. Ови догађаји послужили су касније као инспирација Лорду Бајрону за песму „Опсада Коринта“. Османлије 20. јула освајају и Нафплио, центар млетачких снага у Мореји. Не добијајући помоћ, млетачка војска капитулира, а цео Пелопонез поново је освојен у наредних 100 дана.

### Опсада Крфа
Након успеха у Мореји, Османлије су се окренуле освајању млетачких јонских острва. Они без проблема одвајају острво Лефкаду (8. јула 1716) које су им Млеци отели 1684. године. Одатле крећу у напад на млетачко најважније острво Крф. Опсада Крфа почела је 19. јула 1716. године. У утврђењу је остало 8000 Млечана под вођством Јохана Матијаса. Након великог невремена које је острво задесило 9. августа, Османлије прекидају опсаду. Браниоци Крфа ово невреме приписивали су њиховом свецу, Светом Спиридону.

### Аустријска интервенција и крај рата
У лето 1715. године босански паша креће, са војском од 40.000 људи у освајање млетачких поседа у Далмацији. Османски војници поражени су код Сиња. Њихов напад на Далмацију наводи Аустрију да уђе у рат.
Уз финансијску подршку папе Климента XI и гаранција од напада Француске, Аустрија је спремна за рат са османским царством. 13. априла 1716. године аустријски цар Карло VI обнавља савез са Млетачком републиком због чега османско царство објављује рат Аустрији. После великих аустријских победа у бици код Петроварадина и опсаде Београда Османлије су приморане да траже мир. Он је склопљен 21. јула 1718. године у Пожаревцу. Пожаревачким миром Венеција је добила Јонска острва и Далмацију, али је изгубила поседе на Криту и Пелопонезу. Мир је трајао до новог Аустријско-турског рата (1735—1739).

## Ера Тулипа
Означава период од склапања пожаревачког мира до побуне побуне Патрона Халила 28. септембра 1730. године. Ово је био период мира у коме је османско царство почело да се оријентише ка Европи.
Период тулипа носи име по лали, која је у османској култури веома значајна. Лала је симбол династије Османлија. Период Тулипа представља појаву модерне потрошачке културе унутар османске империје, као и материјалистичког симболизма. У то време потражња за лалама била је изузетно велика. Лала је тада представљала симбол племенитости и привилегије.
Најпознатије дело периода Тулипа јесте фонтана Ахмеда III, коју је саградио у својој резиденцији палати Топкапи.

## Побуна Патрона Халила
Ова побуна се одиграла 28. септембра 1730. када је Патрон Халил, јаничарски вођа албанског порекла, заједно са 12 000 албанских јаничара уклонио са престола султана Ахмеда III и на престо поставио његовог синовца Махмуда I.
Кримски кан је заједно са великим везиром, муфтијом и јаничарским агама угушио буну. Патрон је убијен у присуству султана на Дивану на коме је одлучено да ће османско царство ући у рат против Русије. Његов грчки пријатељ Јанаки је погубљен заједно са 7000 њихових следбеника. Љубомора коју су јаничарски официри осећали према Патрони, као и њихове жеља да потпомогну наставку разарања унутар империје, уништили су све напоре Махмудових присталица упућене гушењу буне.

## Смрт
Султан Ахмед III је свргнут 1730 године. За султана је постављен његов синовац Махмуд I. Ахмед је поживео све до 1736. године, када умире у Топкапи палати.

## Породица
```
Имао је двојицу синова, 
Мустафу III
 и 
Абдулхамида I
, и обојица су владали османским царством. Поред њих од синова који су преживели детињство, имао је:
```

- принц Сулејман (1710 — 1732)
- принц Мехмед (1717 — 1756)
- принц Бајазит (1718 — 1771)
- принц Нуман (1723 — 1764)
- принц Сејфедин (1719 — 1756)

Кћери
- султанија Фатма (1704 — 1733)
- султанија Михримах (1706 — 1763)
- султанија Умигулсум (1708 — 1732)
- султанија Хатиџе (1710 — 1738)
- султанија Атике (1712 — 1737)
- султанија Салиха (1715 — 1778)
- султанија Ајше (1715 — 1775)
- султанија Зејнеп (1720 — 1774)
- султанија Есма (1726 — 1778)
- султанија Зубејде (1728 — 1756)

## Породично стабло
|  |                                     |  |  |  |  |  |  |  |  |  |  |  |  |  |  |  |
|  | 8. Ахмед I                          |  |  |  |  |  |  |  |  |  |  |  |  |  |  |  |
|  |                                     |  |  |  |  |  |  |  |  |  |  |  |  |  |  |  |
|  |                                     |  |  |  |  |  |  |  |  |  |  |  |  |  |  |  |
|  | 4. Ибрахим                          |  |  |  |  |  |  |  |  |  |  |  |  |  |  |  |
|  |                                     |  |  |  |  |  |  |  |  |  |  |  |  |  |  |  |
|  |                                     |  |  |  |  |  |  |  |  |  |  |  |  |  |  |  |
|  | 9. Султанија Косем                  |  |  |  |  |  |  |  |  |  |  |  |  |  |  |  |
|  |                                     |  |  |  |  |  |  |  |  |  |  |  |  |  |  |  |
|  |                                     |  |  |  |  |  |  |  |  |  |  |  |  |  |  |  |
|  | 2. Мехмед IV                        |  |  |  |  |  |  |  |  |  |  |  |  |  |  |  |
|  |                                     |  |  |  |  |  |  |  |  |  |  |  |  |  |  |  |
|  |                                     |  |  |  |  |  |  |  |  |  |  |  |  |  |  |  |
|  | 5. Султанија Турхан Хатиџе          |  |  |  |  |  |  |  |  |  |  |  |  |  |  |  |
|  |                                     |  |  |  |  |  |  |  |  |  |  |  |  |  |  |  |
|  |                                     |  |  |  |  |  |  |  |  |  |  |  |  |  |  |  |
|  | 1. Ахмед III                        |  |  |  |  |  |  |  |  |  |  |  |  |  |  |  |
|  |                                     |  |  |  |  |  |  |  |  |  |  |  |  |  |  |  |
|  |                                     |  |  |  |  |  |  |  |  |  |  |  |  |  |  |  |
|  | 3. Султанија Еметулах Рабија Гулнуш |  |  |  |  |  |  |  |  |  |  |  |  |  |  |  |
|  |                                     |  |  |  |  |  |  |  |  |  |  |  |  |  |  |  |
|  |                                     |  |  |  |  |  |  |  |  |  |  |  |  |  |  |  |